# گل‌پری (مجموعه تلویزیونی)
گلپری (به ترکی استانبولی: Gülperi) یک مجموعه تلویزیونی درام ترکی به کارگردانی متین بالک‌اوغلو می‌باشد که در سال ۲۰۱۸ از شبکه شو تی‌وی با بازی نورگل یشیلچای، تیموچین اسن و بوراک داکاک پخش گردید.

## بازیگران
| بازیگر                | شخصیت         | توضیحات                                                                                          |
| --------------------- | ------------- | ------------------------------------------------------------------------------------------------ |
| نورگل یشیلچای         | گلپری چتین    | همسر قدیر،مادر حسن ،جان و بدریه همسر سابق ایوب و عروس سابق خانواده تاشکین                        |
| تیموچین اسن           | قدیر ایدین    | همسر گلپری، پدر آرتمیس، همسر سابق شیما، برادر برکین،اوزگو و پسر سونا                             |
| بوراک داکاک           | حسن تاشکین    | پسر گلپری و ایوب تاشکین برادر بدریه و جان دوست پسر سابق سلن، نوه بزرگ یعقوب تاشکین و عاشق آرتمیس |
| تاریک پاپوچی اوغلو    | یعقوب تاشکین  | پدر اجدر، کیدر و ایوب همسر فطما، پدر بزرگ حسن، بدریه و جان                                       |
| الینا اوزگچن          | بدریه تاشکین  | دختر گلپری و ایوب تاشکین خواهر جان،حسن و دومین نوه یعقوب تاشکین                                  |
| اجه سوکان             | شیما اورن     | همسر سابق قدیر ایدین و مادر آرتمیس                                                               |
| ارکان بکتاش           | ایوب تاشکین   | پسر یعقوب تاشکین و فطما پدر حسن، بدریه و جان برادر اجدر و کیدر و همسر سابق گلپری چتین            |
| امیر اوزیاکیشیر       | جان تاشکین    | پسر گلپری چتین و ایوب تاشکین برادر بدریه، حسن و نوه سوم یعقوب تاشکین                             |
| ازگی گور              | آرتمیس ایدین  | دختر قدیر ایدین و شیما،عاشق حسن                                                                  |
| انر بیلج              | اجدر تاشکین   | پسر یعقوب تاشکین، برادر کیدر و ايوب تاشکین                                                       |
| رابیا سویتورک         | سلن الکیلیچ   | دوست آرتمیس و دوست دختر سابق حسن تاشکین                                                          |
| شفیکا تولون           | فطما تاشکین   | همسر یعقوب تاشکین مادر ایوب کیدر و اجدر تاشکین                                                   |
| گلچین فرهنگ شاهین     | کیدر تاشکین   | دختر یعقوب تاشکین و فطما خواهر ایوب و اجدر تاشکین                                                |
| هاکان اتالای          | برکین آیدین   | برادر قدیر و اوزگو پسر سونا                                                                      |
| انس دمیرکاپی          | گوکان         | دوست حسن، عاشق بدریه و پسر سعید                                                                  |
| جم بندر               | سعید          | ماهی گیر، صاحب کار حسن و پدر گوکان                                                               |
| ایدا اکسل             | ایتن          | دوست گلپری ،صاحب کار گلپری و خواهر پکان                                                          |
| ثریا کیلیمجی          | سونا آیدین    | مادر قدیر برکین اوزگو                                                                            |
| ایرم کاهیا اوغلو      | پکان          | خواهر ایتن                                                                                       |
| امیر چوبوکچو          | علی تاشکین    | پسر سلیمان و برادر زاده یعقوب تاشکین پسر عمو اجدر، کیدر و ایوب تاشکین                            |
| حاکی هلک کومارت       | سلیمان تاشکین | پدر علی، برادر یعقوب تاشکین، عمو اجدر،کیدر و ایوب تاشکین                                         |
| هافسانور سانجاک‌توتان  | فیدان         | همسر سردار و همسر سابق اجدر                                                                      |
| فورکان اوگولجان ایلکر | سردار         | همسر فیدان                                                                                       |
| دریای شهود            | اوزگو آیدین   | دختر سونا، خواهر برکین و قدیر ایدین                                                              |
| علی اویاندیران        | فیکری         | همسایه گلپری                                                                                     |